# E3 Saxo Bank Classic
E3 Saxo Bank Classic (nosila različna imena; prej znana kot E3 BinckBank Classic, E3 Harelbeke, Harelbeke–Antwerp–Harelbeke in E3-Prijs Vlaanderen) je pomladanska enodnevna kolesarska klasika v Belgiji, ki jo prirejajo od leta 1958. In je ena izmed sedmih Flandrijskih klasik.
Dirka, ki jo prirejajo pozno v marcu je del Flandrijskega kolesarskega tedna, katerega del so tudi ostale štiri dirke E3 Saxo Bank Classic, Gent–Wevelgem, Classic Brugge–De Panne in Skozi Flandrijo.
Skupaj z dirkami Gent–Wevelgem, Dirko po Flandriji in Pariz–Roubaix spada med tlakovane klasike.

## Zgodovina
Dirka je v svoji zgodovini zamenjala že pet imen. Ima sloves zadnje pripravljalne dirke za bolj prestižni flamski spomenik, saj je krajša od Dirke po Flandriji, si pa z njo deli večino trase po Flamskih Ardenih, zato so jo tamkajšnji mediji poimenovali »Mala dirka po Flandriji«. Start in cilj je v Harelbecku.
Zaradi zelo podobnega imena pogosto prihaja do zmede in te dirke ne gre zamenjati z bolj prestižno spomeniško dirko Po Flandriji ali z dirko Skozi Flandrijo, vse tri pa so izvedene v roku 10 dni.

## Moški

### Zmagovalci po državah
| Zmage | Država              |
| ----- | ------------------- |
| 40    | Belgija             |
| 8     | Nizozemska          |
| 4     | Italija             |
| 3     | Švica               |
| 2     | Danska              |
| 2     | Nemčija             |
| 1     | Avstralija          |
| 1     | Češka               |
| 1     | Združeno kraljestvo |
| 1     | Moldavija           |
| 1     | Norveška            |
| 1     | Poljska             |
| 1     | Rusija              |
| 1     | Slovaška            |

### Večkratni zmagovalci
| Zmage | Kolesar              | Edicija                      |
| ----- | -------------------- | ---------------------------- |
| 5     | Tom Boonen           | 2004, 2005, 2006, 2007, 2012 |
| 4     | Rik Van Looy         | 1964, 1965, 1966, 1969       |
| 3     | Jan Raas             | 1979, 1980, 1981             |
| 3     | Fabian Cancellara    | 2010, 2011, 2013             |
| 2     | Eddy Planckaert      | 1987, 1989                   |
| 2     | Johan Museeuw        | 1992, 1998                   |
| 2     | Andrej Čmil          | 1994, 2001                   |
| 2     | Wout van Aert        | 2022, 2023                   |
| 2     | Mathieu van der Poel | 2024, 2025                   |

### Zmagovalci po letih
| Leto                              | Zmagovalec                            | Drugi                                 | Tretji                                |
| --------------------------------- | ------------------------------------- | ------------------------------------- | ------------------------------------- |
| ↓ "Harelbeke–Antwerp–Harelbeke" ↓ |                                       |                                       |                                       |
| 1958                              | Armand Desmet                         | Lucien Demunster                      | Brik Schotte                          |
| 1959                              | Norbert Kerckhove                     | Jan Zagers                            | Norbert Van Tieghem                   |
| 1960                              | Daniel Doom                           | Odiel Van Der Linden                  | Petrus Oellibrandt                    |
| 1961                              | Arthur De Cabooter                    | Frans Aerenhouts                      | André Noyelle                         |
| 1962                              | André Messelis                        | Leopold Schaeken                      | Frans De Mulder                       |
| 1963                              | Noël Foré                             | Peter Post                            | Joseph Planckaert                     |
| 1964                              | Rik Van Looy                          | Norbert Kerckhove                     | Edgard Sorgeloos                      |
| 1965                              | Rik Van Looy                          | Georges Vanconingsloo                 | René Thysen                           |
| 1966                              | Rik Van Looy                          | Willy Bocklandt                       | Joseph Spruyt                         |
| 1967                              | Willy Bocklant                        | Jozef Huysmans                        | Armand Desmet                         |
| 1968                              | Jaak De Boever                        | Jozef Huysmans                        | Herman Van Springel                   |
| 1969                              | Rik Van Looy                          | Georges Vanconingsloo                 | Willy Vekemans                        |
| ↓ "E3 Prijs Vlaanderen" ↓         |                                       |                                       |                                       |
| 1970                              | Daniel Van Ryckeghem                  | Roger De Vlaeminck                    | Roger Rosiers                         |
| 1971                              | Roger De Vlaeminck                    | Georges Pintens                       | Eddy Merckx                           |
| 1972                              | Hubert Hutsebaut                      | Eddy Merckx                           | Walter Godefroot                      |
| 1973                              | Willy In 't Ven                       | Albert Van Vlierberghe                | Walter Planckaert                     |
| 1974                              | Herman Van Springel                   | Freddy Maertens                       | Frans Verbeeck                        |
| 1975                              | Frans Verbeeck                        | Freddy Maertens                       | Cees Bal                              |
| 1976                              | Walter Planckaert                     | Walter Godefroot                      | Daniel Verplancke                     |
| 1977                              | Dietrich Thurau                       | Patrick Sercu                         | Eric De Vlaeminck                     |
| 1978                              | Freddy Maertens                       | Jan Raas                              | Ronald De Witte                       |
| 1979                              | Jan Raas                              | Frank Hoste                           | Michel Pollentier                     |
| 1980                              | Jan Raas                              | Sean Kelly                            | Rik Van Linden                        |
| 1981                              | Jan Raas                              | Ludo Delcroix                         | Alfons De Wolf                        |
| 1982                              | Jan Bogaert                           | Roger De Vlaeminck                    | Daniel Willems                        |
| 1983                              | William Tackaert                      | Bert Oosterbosch                      | Jan Jonkers                           |
| 1984                              | Bert Oosterbosch                      | Eddy Planckaert                       | Leo van Vliet                         |
| 1985                              | Phil Anderson                         | Jozef Lieckens                        | Eddy Planckaert                       |
| 1986                              | Eric Vanderaerden                     | Frits Pirard                          | Jos Lammertink                        |
| 1987                              | Eddy Planckaert                       | Jelle Nijdam                          | Marc Sergeant                         |
| 1988                              | Guido Bontempi                        | Allan Peiper                          | Eddy Planckaert                       |
| 1989                              | Eddy Planckaert                       | Adrie van der Poel                    | Marc Sergeant                         |
| 1990                              | Søren Lilholt                         | Fabio Roscioli                        | Adrie van der Poel                    |
| 1991                              | Olaf Ludwig                           | Phil Anderson                         | Uwe Raab                              |
| 1992                              | Johan Museeuw                         | Wiebren Veenstra                      | Eric Vanderaerden                     |
| 1993                              | Mario Cipollini                       | Olaf Ludwig                           | Jelle Nijdam                          |
| 1994                              | Andrej Čmil                           | Vjačeslav Jekimov                     | Silvio Martinello                     |
| 1995                              | Bart Leysen                           | Steffen Wesemann                      | Martin Hvastija                       |
| 1996                              | Carlo Bomans                          | Peter Van Petegem                     | Wilfried Nelissen                     |
| 1997                              | Hendrik Van Dijck                     | Paolo Fornaciari                      | Brian Holm                            |
| 1998                              | Johan Museeuw                         | Michele Bartoli                       | Mirko Celestino                       |
| 1999                              | Peter Van Petegem                     | Andrej Čmil                           | Frank Vandenbroucke                   |
| 2000                              | Sergej Ivanov                         | Geert Van Bondt                       | Chris Peers                           |
| 2001                              | Andrej Čmil                           | Steffen Wesemann                      | Martin Hvastija                       |
| 2002                              | Dario Pieri                           | Jo Planckaert                         | Johan Museeuw                         |
| 2003                              | Steven de Jongh                       | Steffen Wesemann                      | Stijn Devolder                        |
| 2004                              | Tom Boonen                            | Jaan Kirsipuu                         | Andris Naudužs                        |
| 2005                              | Tom Boonen                            | Andreas Klier                         | Peter Van Petegem                     |
| 2006                              | Tom Boonen                            | Alessandro Ballan                     | Aart Vierhouten                       |
| 2007                              | Tom Boonen                            | Fabian Cancellara                     | Marcus Burghardt                      |
| 2008                              | Kurt Asle Arvesen                     | David Kopp                            | Greg Van Avermaet                     |
| 2009                              | Filippo Pozzato                       | Tom Boonen                            | Maksim Iglinski                       |
| 2010                              | Fabian Cancellara                     | Tom Boonen                            | Juan Antonio Flecha                   |
| 2011                              | Fabian Cancellara                     | Jürgen Roelandts                      | Vladimir Gusev                        |
| ↓ "E3 Harelbeke" ↓                |                                       |                                       |                                       |
| 2012                              | Tom Boonen                            | Óscar Freire                          | Bernhard Eisel                        |
| 2013                              | Fabian Cancellara                     | Peter Sagan                           | Daniel Oss                            |
| 2014                              | Peter Sagan                           | Niki Terpstra                         | Geraint Thomas                        |
| 2015                              | Geraint Thomas                        | Zdeněk Štybar                         | Matteo Trentin                        |
| 2016                              | Michał Kwiatkowski                    | Peter Sagan                           | Ian Stannard                          |
| 2017                              | Greg Van Avermaet                     | Philippe Gilbert                      | Oliver Naesen                         |
| 2018                              | Niki Terpstra                         | Philippe Gilbert                      | Greg Van Avermaet                     |
| ↓ "E3 Binckbank Classic" ↓        |                                       |                                       |                                       |
| 2019                              | Zdeněk Štybar                         | Wout Van Aert                         | Greg Van Avermaet                     |
| 2020                              | odpovedano zaradi pandemije covida-19 | odpovedano zaradi pandemije covida-19 | odpovedano zaradi pandemije covida-19 |
| ↓ "E3 Saxo Bank Classic" ↓        |                                       |                                       |                                       |
| 2021                              | Kasper Asgreen                        | Florian Sénéchal                      | Mathieu van der Poel                  |
| 2022                              | Wout Van Aert                         | Christophe Laporte                    | Stefan Küng                           |
| 2023                              | Wout Van Aert                         | Mathieu van der Poel                  | Tadej Pogačar                         |
| 2024                              | Mathieu van der Poel                  | Jasper Stuyven                        | Wout Van Aert                         |
| 2025                              | Mathieu van der Poel                  | Mads Pedersen                         | Filippo Ganna                         |